# Gare de Vitrolles-Aéroport-Marseille-Provence
Gare de Vitrolles-Aéroport-Marseille-Provence vasútállomás Franciaországban, Vitrolles településen.

## Vasútvonalak
Az állomást az alábbi vasútvonalak érintik:
- Párizs–Marseille-vasútvonal

## Kapcsolódó állomások
A vasútállomáshoz az alábbi állomások vannak a legközelebb:
- Gare de Rognac
- Gare de Pas-des-Lanciers
- Gare de Miramas (ligne 08)
- Gare de Marseille-Saint-Charles (ligne 08)